# Enyimba International Stadium
Enyimba International Stadium – wielofunkcyjny stadion w mieście Aba w Nigerii.
Najczęściej używany jest jako stadion piłkarski, a swoje mecze rozgrywa na nim drużyna Enyimba FC. Stadion może pomieścić 25 tysięcy widzów. Posiada zadaszenie, oświetlenie oraz elektroniczną tablicę wyników.